# Alpecin-Deceuninck Development Team
L'Alpecin-Deceunick Development Team è una squadra maschile belga di ciclismo su strada. Attiva dal 2021, ha licenza di Continental Team, terza divisione del ciclismo mondiale.
Formazione di sviluppo dell'Alpecin-Deceuninck, dalla sua apertura nel 2021 ha fornito un gran numero di ciclisti che sono entrati a fare parte della prima squadra, tra cui Nicola Conci, l'ex canottiere Jason Osborne, Samuel Gaze e Guillaume Van Keirsbulck.

## Cronistoria

### Annuario
| Anno | Codice | Nome                                | Cat. | Biciclette | Dirigenza |
| ---- | ------ | ----------------------------------- | ---- | ---------- | --- |
| 2021 | AFD    | Alpecin-Fenix Development Team      | CT   | Canyon     | Manager: Philip Roodhooft Dir. sportivi: Kris Wouters, Marc Janssens                                                                                          |
| 2022 | ADD    | Alpecin-Deceuninck Development Team | CT   | Canyon     | Manager: Philip Roodhooft Dir. sportivi: Kris Wouters, Dries Hollanders, Marc Janssens                                                                        |
| 2023 | ADD    | Alpecin-Deceuninck Development Team | CT   | Canyon     | Manager: Philip Roodhooft Dir. sportivi: Christophe Roodhooft, Dries Hollanders, Marc Janssens, Gianni Meersman, Kris Wouters                                 |
| 2024 | ADD    | Alpecin-Deceuninck Development Team | CT   | Canyon     | Manager: Philip Roodhooft Dir. sportivi: Christophe Roodhooft, Dries Hollanders, Kris Wouters                                                                 |
| 2025 | ADD    | Alpecin-Deceuninck Development Team | CT   | Canyon     | Manager: Philip Roodhooft Dir. sportivi: Christophe Roodhooft, Luuc Bugter, Dries Hollanders, Jens Keukeleire, Preben Van Hecke, Rik Van Slycke, Kris Wouters |

## Organico 2025
Aggiornato al 1º gennaio 2025.

### Staff tecnico
|  | Naz.                   | Ruolo | Sportivo             |  |  |  |
|  | ---------------------- | ----- | -------------------- |  |  |  |
|  | Belgio (bandiera)      | GM    | Philip Roodhooft     |  |  |  |
|  | Belgio (bandiera)      | DS    | Christophe Roodhooft |  |  |  |
|  | Paesi Bassi (bandiera) | DS    | Luuc Bugter          |  |  |  |
|  | Belgio (bandiera)      | DS    | Dries Hollanders     |  |  |  |
|  | Belgio (bandiera)      | DS    | Jens Keukeleire      |  |  |  |
|  | Belgio (bandiera)      | DS    | Preben Van Hecke     |  |  |  |
|  | Belgio (bandiera)      | DS    | Rik Van Slycke       |  |  |  |
|  | Belgio (bandiera)      | DS    | Kris Wouters         |  |  |  |

### Rosa
|  | Naz.                     |  | Sportivo         | Anno |  |  |
|  | ------------------------ |  | ---------------- | ---- |  |  |
|  | Belgio (bandiera)        |  | Timo Behrens     | 2001 |  |  |
|  | Belgio (bandiera)        |  | Lennert Belmans  | 2002 |  |  |
|  | Belgio (bandiera)        |  | Aless De Bock    | 2006 |  |  |
|  | Belgio (bandiera)        |  | Aaron Dockx      | 2004 |  |  |
|  | Paesi Bassi (bandiera)   |  | Ryan Kamp        | 2000 |  |  |
|  | Germania (bandiera)      |  | Louis Kitzki     | 2004 |  |  |
|  | Gran Bretagna (bandiera) |  | Cameron Mason    | 2000 |  |  |
|  | Belgio (bandiera)        |  | Jente Michels    | 2003 |  |  |
|  | Paesi Bassi (bandiera)   |  | Senna Remijn     | 2006 |  |  |
|  | Belgio (bandiera)        |  | Siebe Roesems    | 2001 |  |  |
|  | Belgio (bandiera)        |  | Sente Sentjens   | 2001 |  |  |
|  | Belgio (bandiera)        |  | Laurens Sweeck   | 1993 |  |  |
|  | Belgio (bandiera)        |  | Toon Vandebosch  | 1999 |  |  |
|  | Belgio (bandiera)        |  | Niels Vandeputte | 2000 |  |  |
|  | Belgio (bandiera)        |  | Nio Vandevorst   | 2000 |  |  |
|  | Italia (bandiera)        |  | Stefano Viezzi   | 2006 |  |  |
|  | Belgio (bandiera)        |  | Joran Wyseure    | 2001 |  |  |